# Tmesisternus lepidus
Tmesisternus lepidus es una especie de escarabajo del género Tmesisternus, familia Cerambycidae. Fue descrita científicamente por Pascoe en 1868.
Habita en Indonesia. Esta especie mide en torno a 16-22,5 mm.